# Лампи (Катанцаро)
Лампи је насеље у Италији у округу Катанцаро, региону Калабрија.
Према процени из 2011. у насељу је живело 6 становника. Насеље се налази на надморској висини од 34 м.